# Anotogaster sieboldii
Espèce
Anotogaster sieboldii est une libellule japonaise.

## Gestation et évolution
Les œufs éclosent dans le mois qui suit la ponte. Les nymphes peuvent vivre de trois à cinq ans, en muant jusqu'à dix fois et en grandissant jusqu'à cinq centimètres de longueur. Comme les libellules adultes, les nymphes sont des insectes prédateurs. Une fois la taille des nymphes de plus en plus grande, ils chassent les têtards, les insectes aquatiques et les petits poissons. La libellule adulte s'accouple et pond ses œufs dans un à deux mois de métamorphose. Après l'accouplement, les femelles se dirigent vers les petites criques ou les étangs, et non les rivières ou les lacs à déplacement rapide, pour y pondre leurs œufs. Ils volent parfois perpendiculairement à l'eau, pondant leurs œufs dans la boue ou le sable sous la surface.